# Octhispa bispinosa
Octhispa bispinosa es una especie de insecto coleóptero de la familia Chrysomelidae.
Fue descrita científicamente en 1881 por Waterhouse.